# Giovanni Nizzi
Giovanni Nizzi (Felizzano, 4 ottobre 1907 – ...) è stato un calciatore italiano, di ruolo difensore.

## Carriera
Nella stagione 1926-1927 ha giocato in Prima Divisione (la seconda serie dell'epoca) con la maglia del Derthona, con cui nella stagione 1929-1930 ha vinto il campionato ottenendo la promozione in Serie B.
Nella stagione 1930-1931 ha segnato un gol in 24 presenze in Serie B con il Derthona, con cui nelle due successive stagioni ha giocato in Prima Divisione, campionato che ha vinto nella stagione 1932-1933. Nella stagione 1933-1934 ha segnato un gol in 12 presenze in Serie B, mentre nella stagione 1934-1935 (poi chiusa con la retrocessione in Serie C) ha giocato 26 partite nella serie cadetta senza mai segnare. Dal 1937 al 1939 ha nuovamente vestito la maglia del Derthona, totalizzando altre 3 presenze in Serie C.
In carriera ha giocato complessivamente 62 partite in Serie B, competizione nella quale ha anche realizzato 2 reti.

## Palmarès

### Club

#### Competizioni nazionali
- Prima Divisione: 2

Derthona: 1929-1930, 1932-1933